# Маскараас-Арон
Маскараа́с-Аро́н (фр. Mascaraàs-Haron) — коммуна во Франции, находится в регионе Аквитания. Департамент — Атлантические Пиренеи. Входит в состав кантона Тер-де-Люи и Кото-дю-Вик-Бий. Округ коммуны — По.
Код INSEE коммуны — 64366.

## География

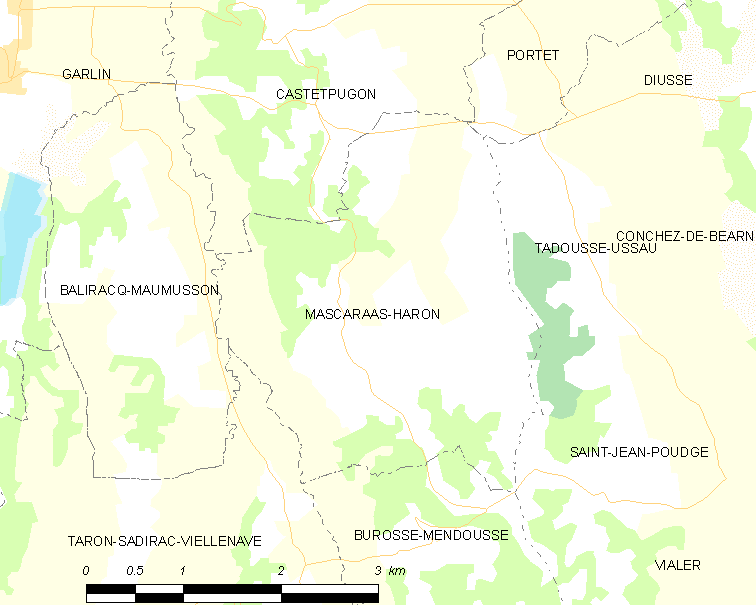
Карта коммуны

Коммуна расположена приблизительно в 630 км к югу от Парижа, в 150 км южнее Бордо, в 30 км к северо-востоку от По.

### Климат
Климат тёплый океанический. Зима мягкая, средняя температура января — от +5°С до +13°С, температуры ниже −10 °C бывают редко. Снег выпадает около 15 дней в году с ноября по апрель. Максимальная температура летом порядка 20-30 °C, выше 35 °C бывает очень редко. Количество осадков высокое, порядка 1100 мм в год. Характерна безветренная погода, сильные ветры очень редки.

## Население
Население коммуны на 2010 год составляло 125 человек.
| 1962 | 1968 | 1975 | 1982 | 1990 | 1999 | 2010 |
| ---- | ---- | ---- | ---- | ---- | ---- | ---- |
| 174  | 163  | 149  | 156  | 150  | 128  | 125  |

## Администрация
| Период | Период | Фамилия                 | Партия | Примечания |
| ------ | ------ | ----------------------- | ------ | ---------- |
| 1995   | 2014   | Жан-Марк Гассьо-Биталис |        |            |
| 2014   | 2020   | Карл Мартенс            |        |            |

## Экономика
В 2010 году среди 89 человек трудоспособного возраста (15-64 лет) 71 были экономически активными, 18 — неактивными (показатель активности — 79,8 %, в 1999 году было 84,8 %). Из 71 активных жителей работали 70 человек (39 мужчин и 31 женщина), безработным был 1 мужчина. Среди 18 неактивных 5 человек были учениками или студентами, 7 — пенсионерами, 6 были неактивными по другим причинам.

## Достопримечательности
- Церковь Св. Иоанна Крестителя (XVI век)[4]
- Средневековый замок Маскараас[5]. Исторический памятник с 1997 года[6]